# A Marca da Zorra
A Marca da Zorra é um álbum ao vivo da cantora Brasileira Rita Lee, lançado em 1995.

## Recepção
A Marca da Zorra traz de volta a parceria de Rita e Roberto de Carvalho, que não faziam nenhum projeto juntos desde 1990. Com um show bem produzido, onde Lee não fazia desde a turnê de Flerte Fatal em 1987, com diversos figurinos e um cenário mais sombrio. Rita mudou o visual para as apresentações e se recusou a cantar Lança Perfume.

## Faixas
1. A Marca da Zorra
2. Nem Luxo, Nem Lixo
3. Dançar Pra Não Dançar
4. Jardins da Babilônia
5. Ando Meio Desligado
6. Vítima
7. Todas As Mulheres do Mundo
8. Papai, Me Empresta O Carro
9. Atlântida
10. Mamãe Natureza
11. Ovelha Negra
12. Miss Brasil 2000
13. On The Rocks
14. Ôrra Meu